# Anthelme Voituret
Anthelme Voituret, dit père Anthelme ou don Anthelme, né vers 1618 à Chatenay-Vaudin, près de Langres, et mort le 14 décembre 1683 à Dijon, est un moine catholique de l'ordre des Chartreux et astronome français. Spécialiste de l'observation des comètes ainsi que des étoiles aujourd'hui considérées comme variables, il est principalement connu, en astronomie, pour être le premier à avoir observé le 20 juin 1670, à Champmol, Nova 1670 Vulpeculae, la première nova découverte à l'époque moderne.
Anthelme est l'auteur d'un catalogue d'étoiles : la Table universelle des longitudes et latitudes des étoiles, parue en 1679 dans l'atlas céleste de l'astronome français Augustin Royer, architecte du roi Louis XIV.
À la suite de ses observations de la Grande comète de 1680, il rédige son Explication de la comète qui paraît à Lyon en 1681.